# Puțu Olarului
Puțu Olarului – wieś w Rumunii, w okręgu Vaslui, w gminie Ibănești. W 2011 roku liczyła 137 mieszkańców.